# Chiesa di San Lorenzo (Montecarotto)

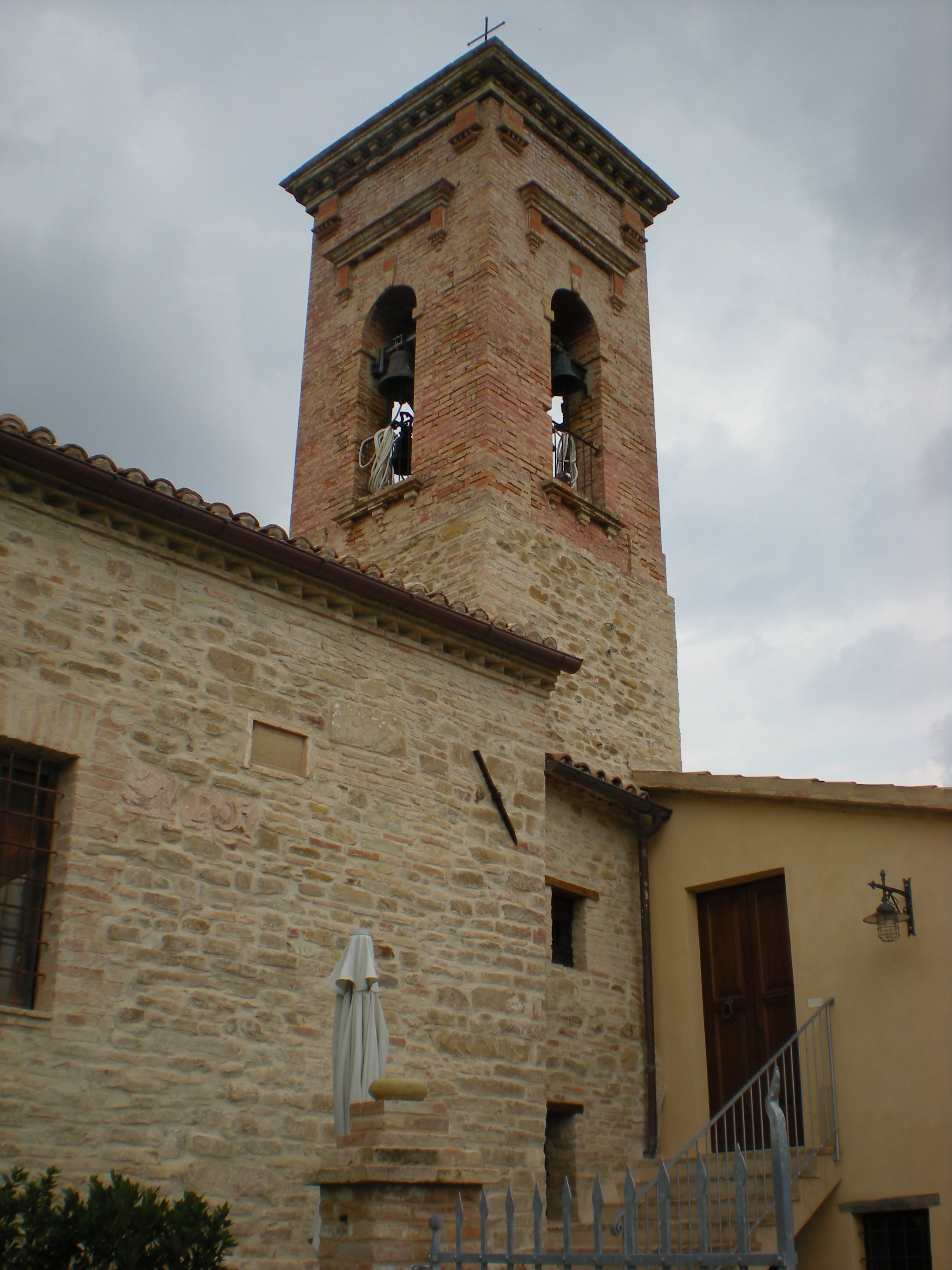
Campanile della Chiesa di San Lorenzo in contrada San Lorenzo di Montecarotto

La chiesa di San Lorenzo è un edificio religioso di Montecarotto.

## Storia
La chiesa di San Lorenzo, conosciuta anche come del Bagnolo dal nome della contrada rurale, situata nella contrada di San Lorenzo di Montecarotto, prima del 1300 dipendeva dall'antica pieve di Scortalepore, ora scomparsa, della diocesi di Senigallia..
Passò poi alla pieve di Montecarotto e quindi alla diocesi di Jesi. Nella seconda metà del XIII secolo era sede di un priorato benedettino, prima dipendente da quello di Serra de' Conti a sua volta dipendente dall'Abazia di Santa Croce di Sassoferrato; poi indipendente. Come chiesa monastica deteneva beni di una certa rilevanza poiché pagava decime superiori alla chiesa parrocchiale: le risultano infatti assegnati nel' 400 ettari 16,09 di proprietà terriera..
A causa di questa ricchezza ne fu a lungo contesa la giurisdizione tra i vescovi di Senigallia e di Jesi.  La chiesa è stata ricostruita poi successivamente e una lapide del 1747 sulla facciata ne ricorda la proprietà da parte del seminario di Senigallia..
L'interno della chiesa è stato recentemente restaurato e la chiesa riaperta al culto il 12 agosto 2012, con una solenne celebrazione presieduta dal Vescovo di jesi Gerardo Rocconi.

## Architettura
Il paramento murario esterno è costituito da blocchetti di pietra grossolanamente squadrati; alla base sono evidenti le tracce della prima edificazione. Presenta una semplice facciata in pietra, con tipologia a capanna, sul retro e contiguo all'edificio è posto il campanile in cui sono più evidenti i segni di ricostruzione. Adiacenti alla parte posteriore della chiesa vi sono altri edifici, ora non più facenti parte del complesso religioso e un tempo comunicanti con la stessa, anch'essi restaurati e attualmente di proprietà privata, che anticamente appartenevano al monastero ed accoglievano i religiosi che qui dimoravano. Nel corso dei secoli, persa la loro funzione originaria, sono stati adibiti a case per famiglie di contadini.
L'interno è di fattura semplice, ha un'unica navata a pianta rettangolare e il tetto è sorretto da capriate lignee. Vi è un unico altare su cui era originariamente collocato il quadro del Ramazzani raffigurante San Lorenzo, recentemente restaurato, ora conservato nella chiesa parrocchiale di Montecarotto.